# Val Vignun

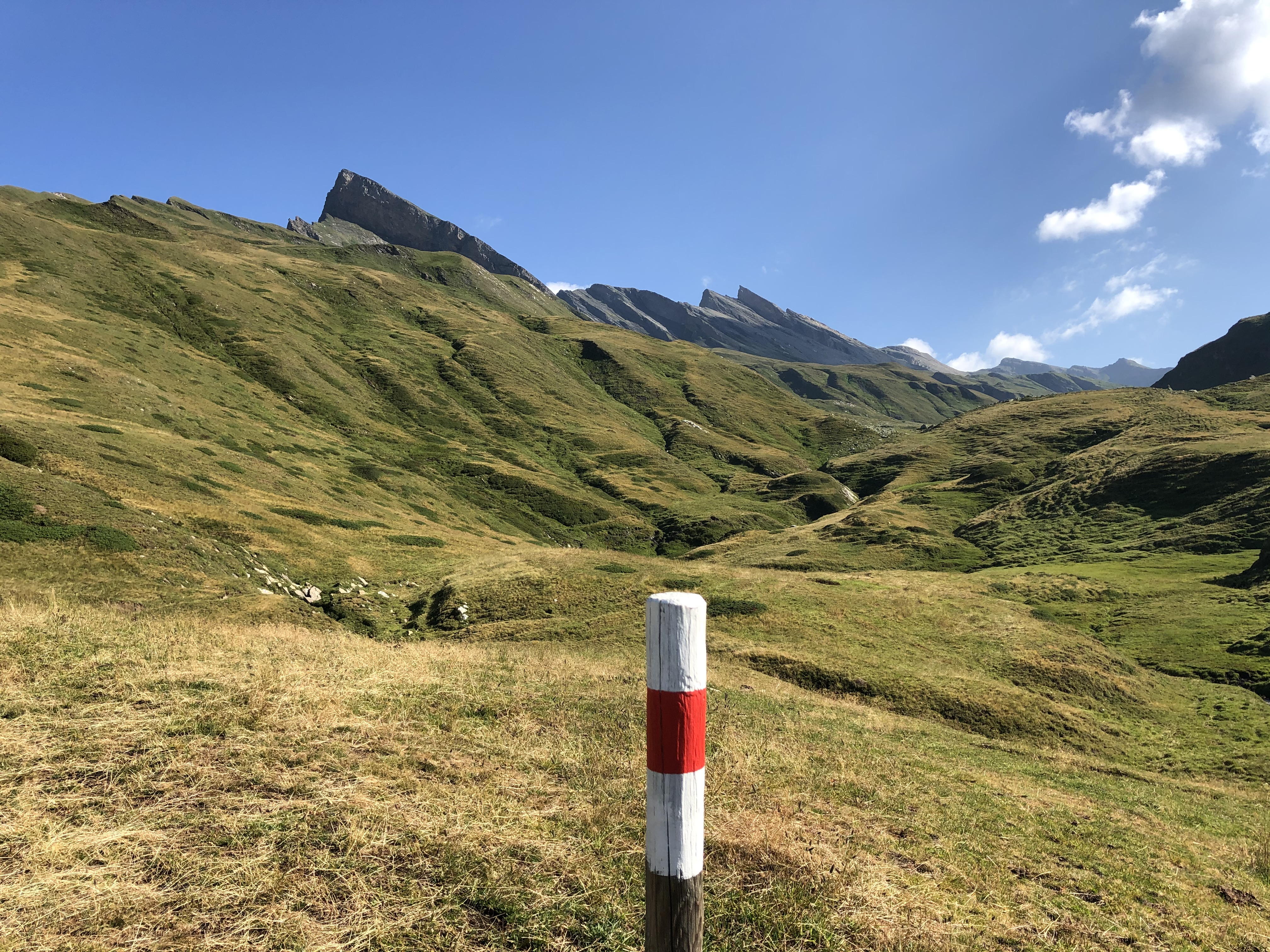
Val Vignun nach Nordosten

Das Val Vignun ist ein alpines Hochtal im schweizerischen Kanton Graubünden. Es stellt zusätzlich zum San-Bernardino-Pass einen Übergang vom Misox ins Rheinwald dar.
Das Val Vignun führt von San Bernardino in nordöstlicher Richtung in das Val Curciusa, ein Seitental des Rheinwald. Es ist rund 5 Kilometer lang und wird von der Ri de Fontanalba durchflossen, die sich bei San Bernardino mit der Moesa vereinigt.
Ein gut markierter Bergweg führt vom Dorf San Bernardino in mehreren Stufen zur Alphütte Cassina de Vignun (2115 m ü. M.), wo das eigentliche Hochtal beginnt. Das Tal steigt gleichmässig an bis zur Passhöhe Strec de Vignun (2372 m ü. M.) (auf Lombardisch Vignunsengpass), wo es ins Val Curciusa übergeht. Über die Strec de Vignun verläuft die Europäische Wasserscheide.

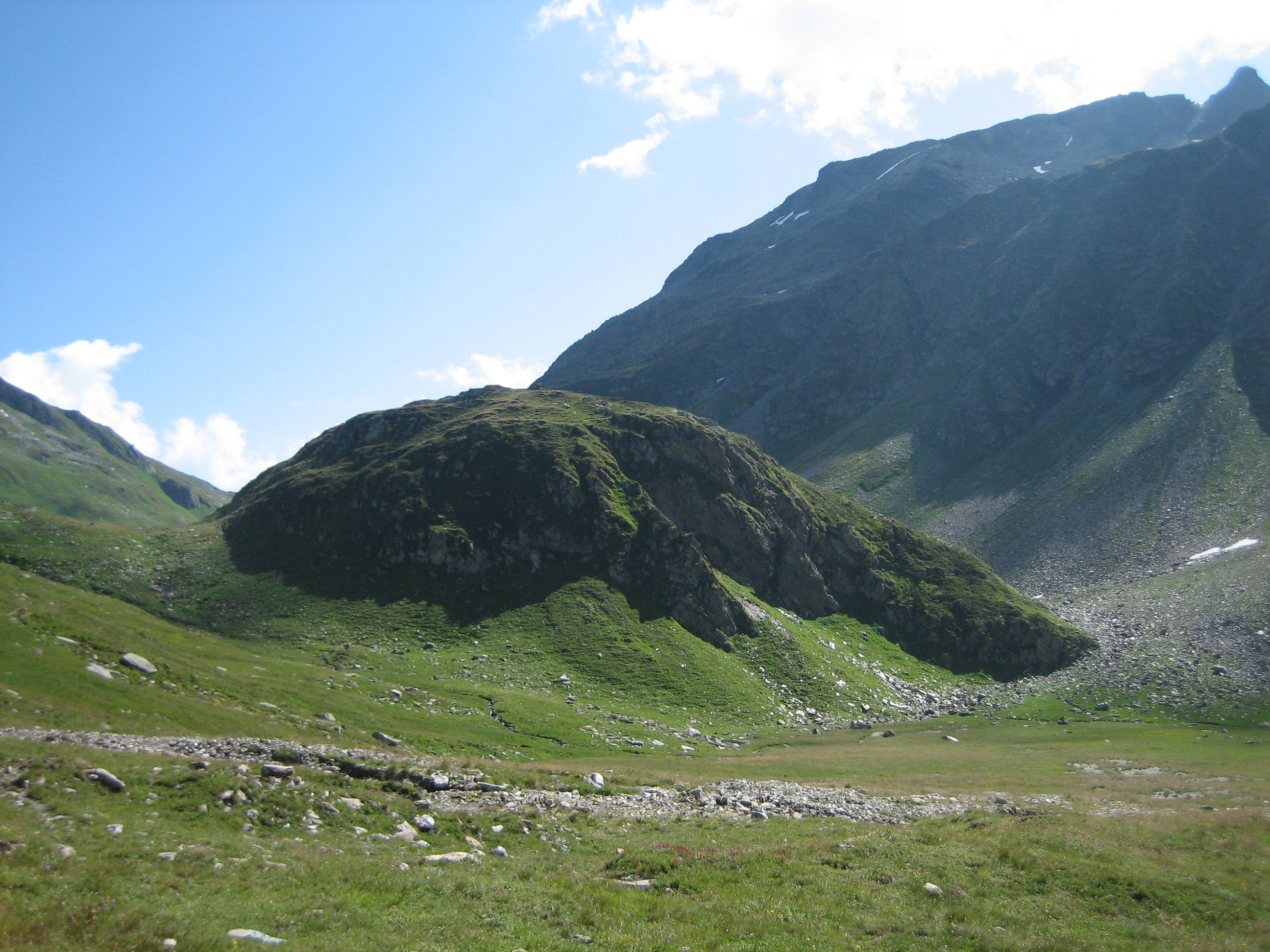
Motta Caslasc

Mitten im Tal erhebt sich auf einer Höhe von 2300 m zwischen zwei Schwemmebenen der mächtige Felshügel der Motta de Caslasc. Auf der breiten felsigen Kuppe mit einer Ausdehnung von rund 100 auf 60 Metern finden sich am nördlichen und südlichen Rand des Plateaus Terrassen, die wohl künstlich angelegt wurden. Eine Feudalburg ist aufgrund der Höhenlage auszuschliessen. Vermutlich handelt es sich um eine hochalpine Siedlung aus unbestimmter Zeit mit wehrhaftem Charakter oder/und einen Fluchtplatz. Mauerreste sind keine auszumachen.
Der Piz Uccello im Norden des Tales ist vom Val Vignun über einen markierten Bergweg zu erreichen. Im Süden liegt der Piz de la Lumbreida. Das Tal ist abgesehen von der Alphütte vollkommen unberührt geblieben. Wegen seiner besonderen Schönheit wird das Gebiet des San-Bernardino-Passes und des Val Vignun als Landschaft von nationaler Bedeutung eingestuft.

## Galerie

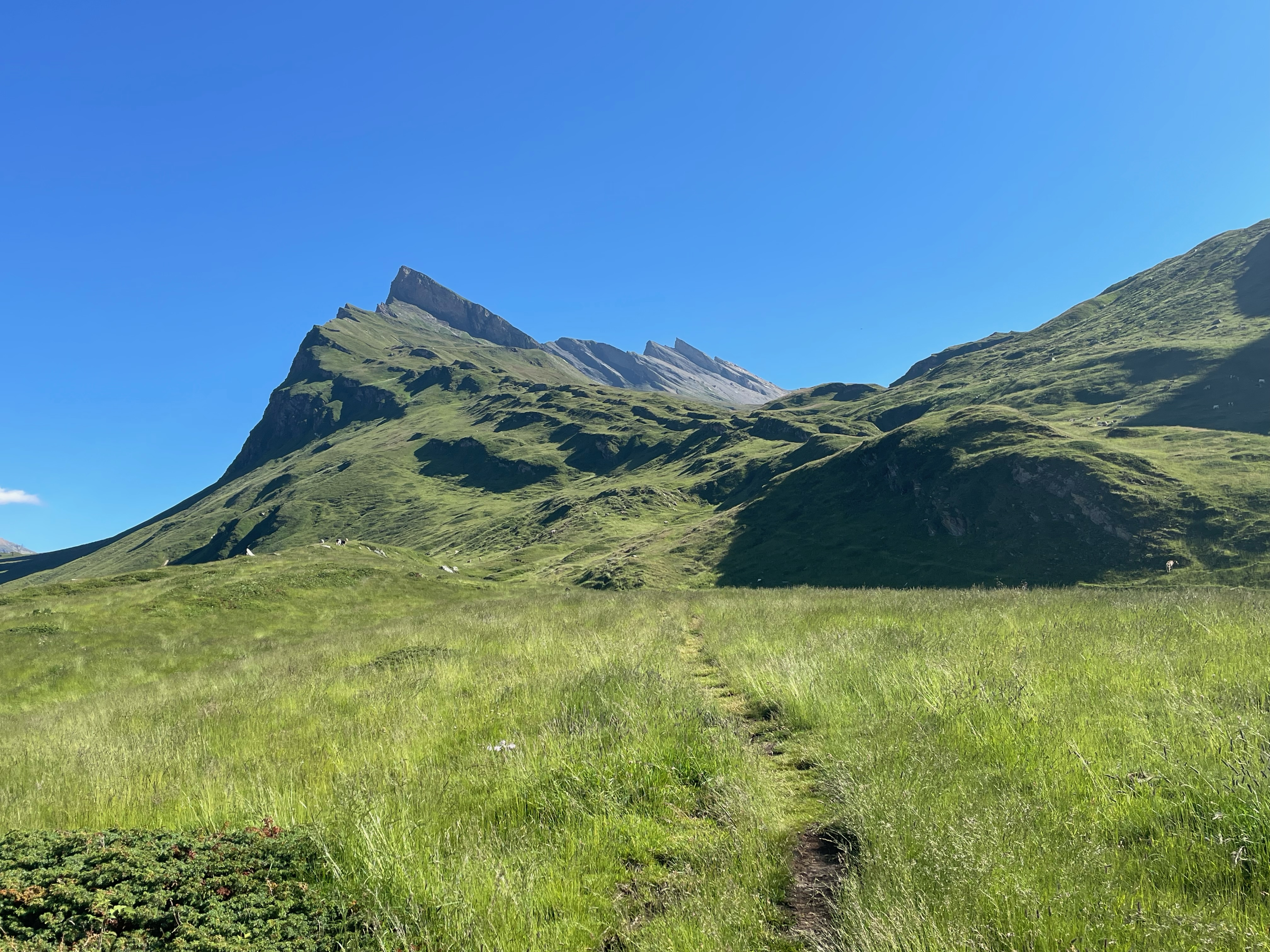
Aufstieg, links der Piz Uccello
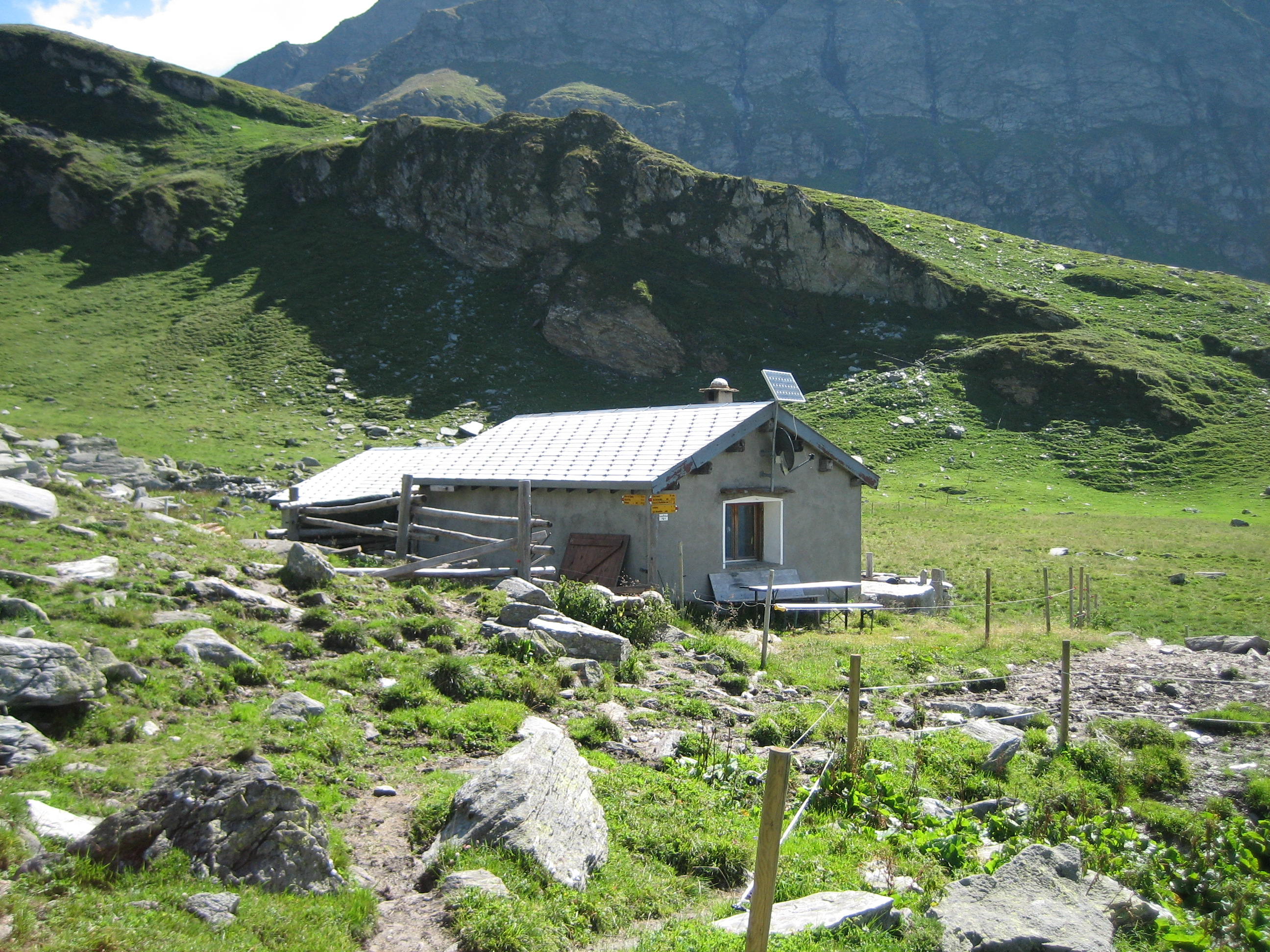
Cassina de Vignun
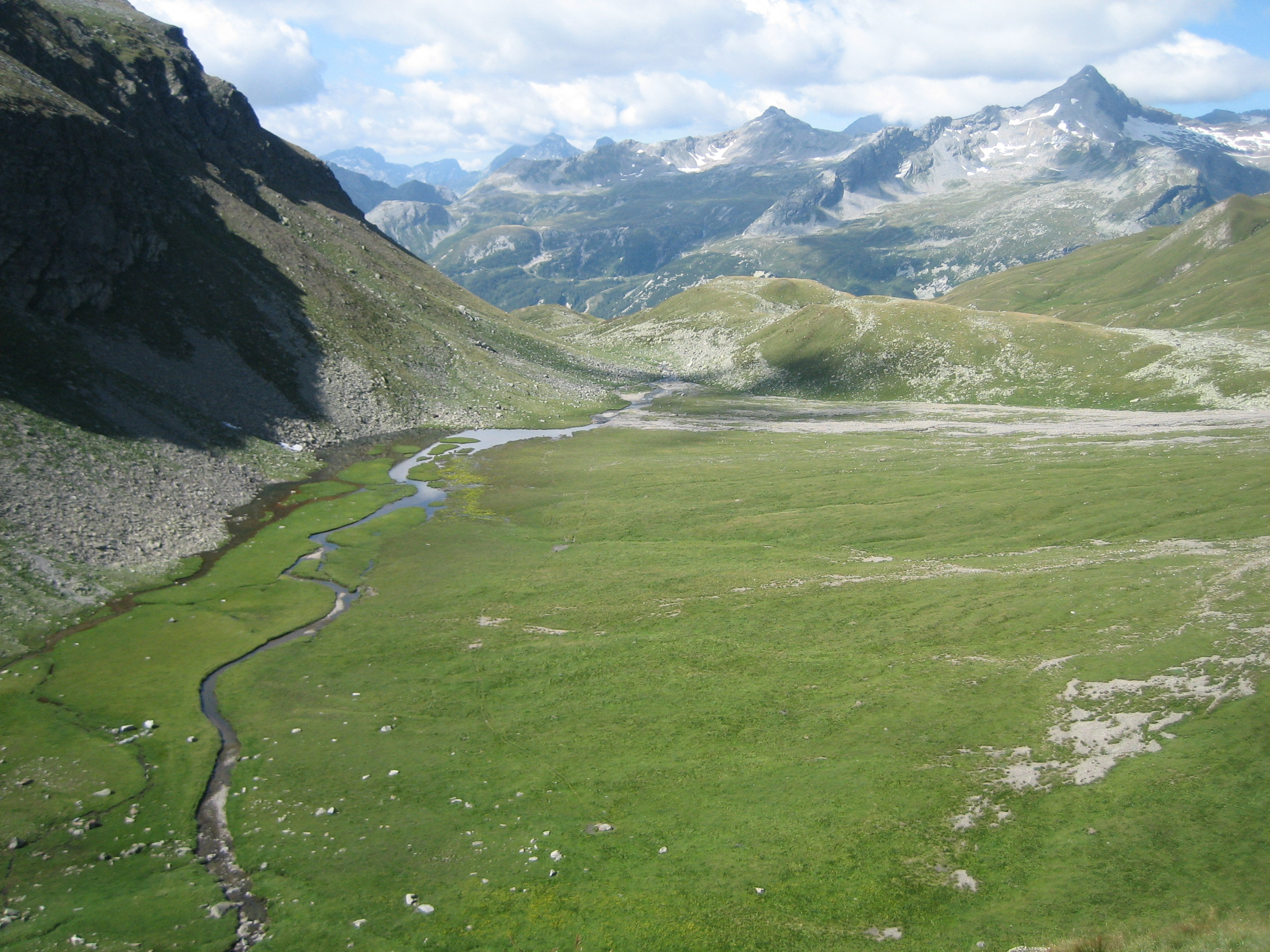
Pian Grand
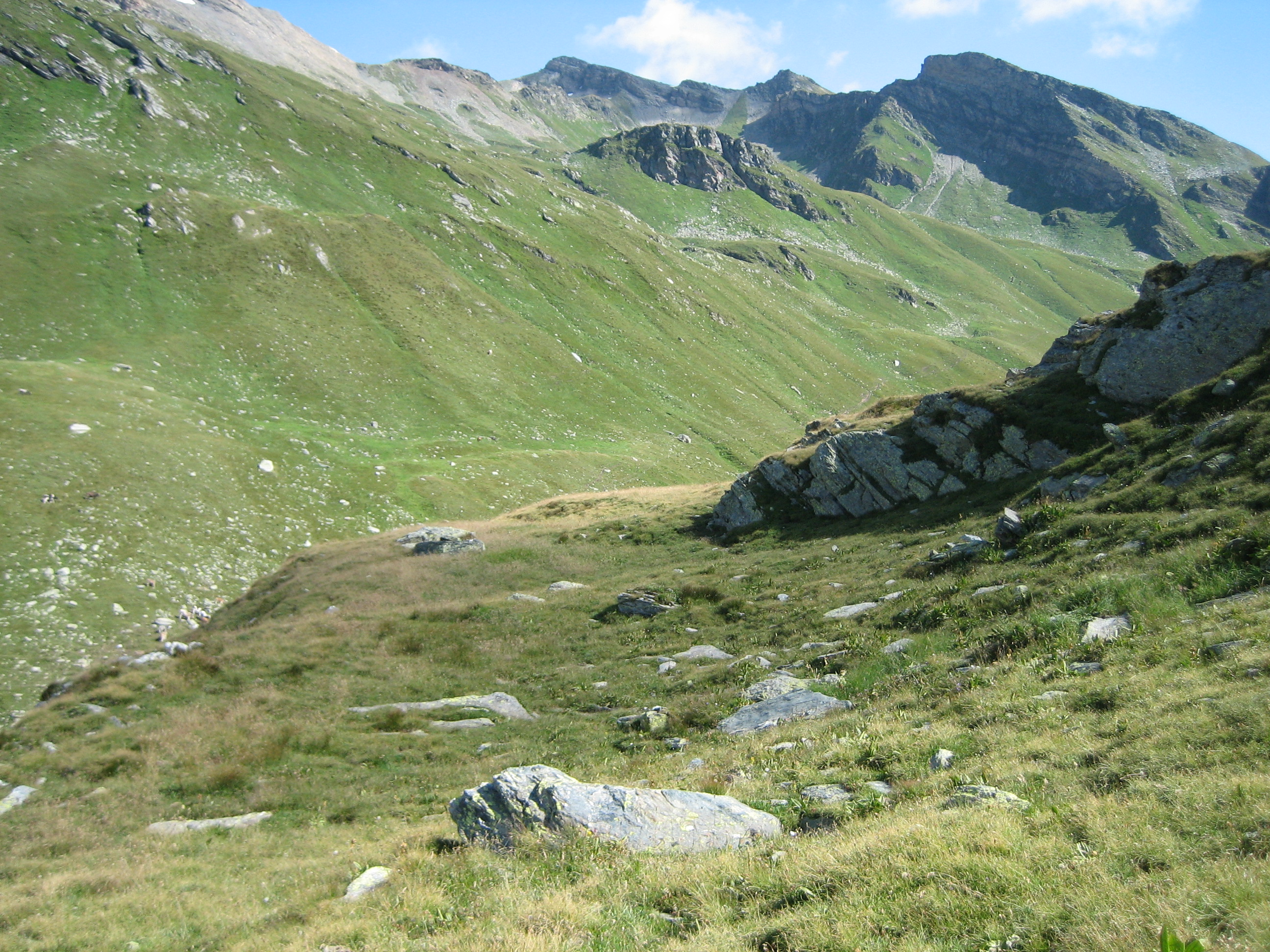
Terrasse auf der Motta Caslasc
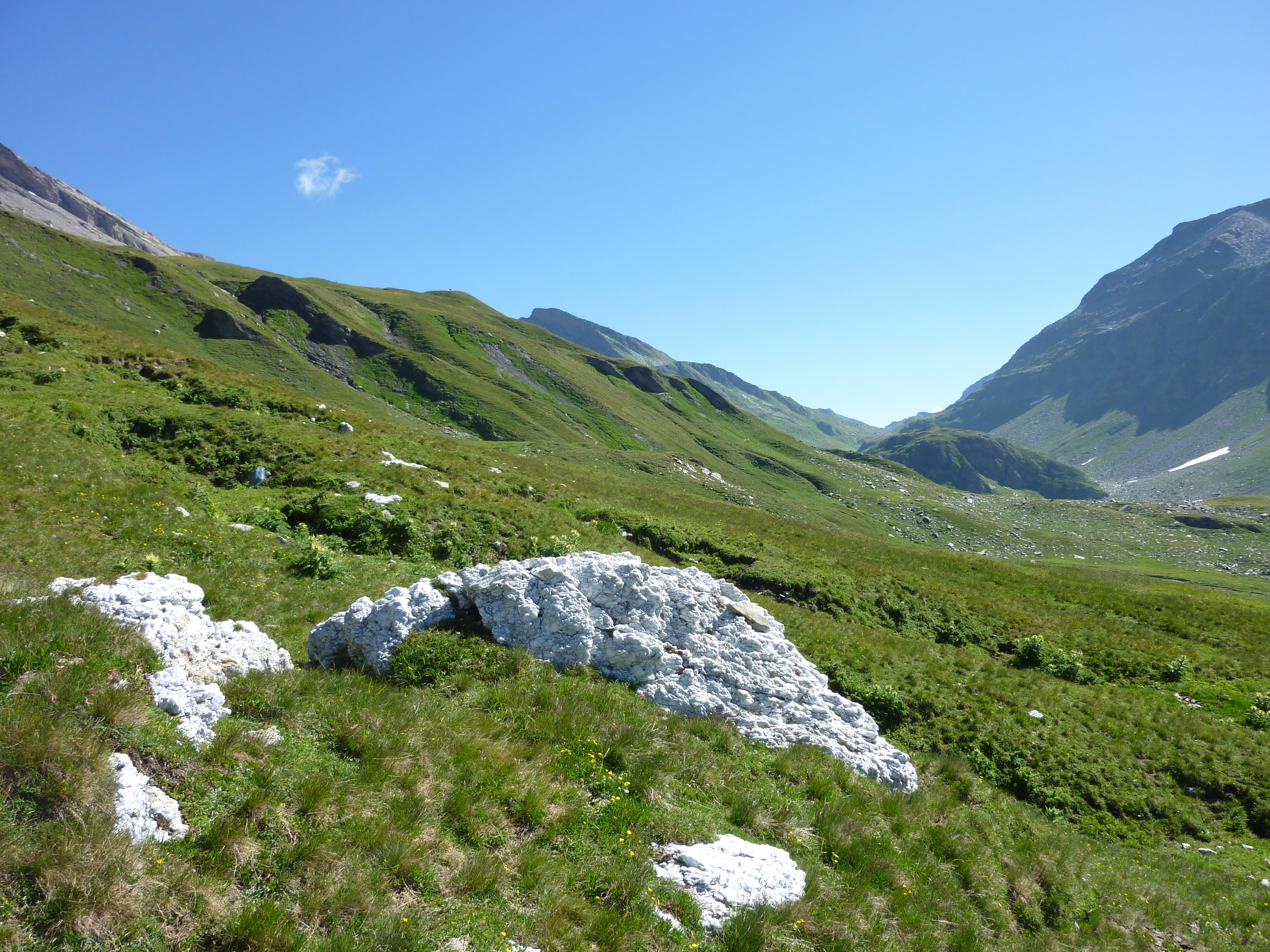
Marmorblock